# Therese Renz
Therese Renz, née le 10 avril 1859 à Bruxelles et morte le 29 septembre 1938 à Berlin, était une voltigeuse, domptrice d'animaux et directrice de cirque allemande.

## Biographie
Therese Stark nait le 10 avril 1859 à Bruxelles. Ses parents sont la cavalière Lina Wunderlich et le directeur de cirque Wilhelm Stark et elle grandit dans le cirque jusqu'à ce que son père quitte sa mère. Ensuite, elle devait être élevée par une tante du côté de sa mère qui tenait une boutique de nettoyage et de mode à Wandsbek, un quartier de Hambourg. Ce projet prend fin lorsqu'elle assiste à une représentation du cirque Renz (de) et qu'elle arrive à convaincre sa mère et sa tante de tenter sa chance au cirque. À l'âge de 13 ans, elle est placée au Cirque Wulff, où elle reçoit une formation artistique approfondie. Elle fait ses débuts le 10 avril 1873 à Soleure en tant que voltigeuse. Après une longue tournée en Allemagne et en Suisse, elle passe au Circus Renz, où elle tombe amoureuse d'un des neveux du directeur, Ernst Renz (de). Lorsque ce dernier découvre la relation entre Thérèse Stark et son neveu Robert Renz (1843-1897) il les congédie car il avait interdit les relations amoureuses dans la troupe.
Thérèse Renz accepte alors un engagement au Cirque Herzog, où Robert Renz travaille depuis 1879. Le jeune couple se marie le 3 février 1883. C'était le deuxième mariage de Robert Renz. Lors de son premier mariage, il avait épousé une Italienne nommée Laura Partenza en 1870.
En 1893, Thérèse Renz apparaît à nouveau dans le cirque Renz, dirigé entre-temps par Franz Renz (de), puis la famille – son fils Hugo est né entre-temps – et la mère de Thérèse Renz font le tour de l'Europe. En 1904, Thérèse Renz se rend aux États-Unis, où elle se produit à l'hippodrome de New York pendant quatorze mois.
Après avoir perdu sa mère, son mari et son fils coup sur coup, elle se retire d'abord, mais fonde ensuite son propre cirque, avec lequel elle fait une tournée en Belgique. Thérèse Renz entraîne elle-même ses animaux, en plus des chevaux avec lesquels elle a toujours travaillé, élevant aussi aussi des poneys, des dogues et des zèbres. Après le déclenchement de la Première Guerre mondiale, son cirque en Belgique est boycotté et fait faillite. Therese Renz se retrouve avec seulement deux éléphants d'Asie, qu'elle commence à entraîner. Elle y réussit très bien - son éléphant préféré Dicky apprend même à faire le poirier sur une patte avant - mais elle ne peut échapper aux difficultés matérielles. Après avoir erré dans les rues d'Allemagne avec les éléphants en mendiant de la nourriture pour les animaux, l'un des éléphants meurt de malnutrition. Avant que ce sort ne puisse s'abattre sur Dicky, Thérèse Renz le vend au cirque Knie. Dicky est le premier éléphant de ce cirque.
En 1923, Thérèse Renz, âgée de plus de 60 ans, fait un retour en tant que voltigeuse sur son cheval Last Rose au Busch Circus de Vienne. Pendant plus de dix ans, elle travaille à nouveau dans le domaine du cirque. Elle fête son 75e anniversaire à la Scala de Berlin avec une représentation d'airs relevés. Dans son discours de remerciements, elle exprime l'espoir de célébrer également son 80e anniversaire en selle.
Elle continue à tourner en Europe ; sa cousine Lina Wunderlich et son époux Otto l'accompagnent, comme ils l'avaient fait pendant de nombreuses années. Lina Wunderlich meurt vers 1937, et Thérèse Renz l'année suivante, le 29 septembre 1938. Elle est enterrée à Berlin au cimetière Sainte-Edwige (de), où se trouve également la tombe de son mari,.